# Le Riols
Le Riols é uma comuna francesa na região administrativa de Occitânia, no departamento de Tarn. Estende-se por uma área de 5,01 km². Em 2010 a comuna tinha 102 habitantes (densidade: 20,4 hab./km²).